# DVD-D
A DVD-D egy eldobható DVD szabvány, mellyel azokat a felhasználókat célozzák meg, akik nem hajlandók kifizetni egy tartós film, vagy más média árát, ugyanakkor nem is céljuk egynél többször felhasználni azt. A DVD-D technológia lényege, hogy a lemez első felhasználása alkalmával, levegővel érintkezve olyan oxidációs folyamatok indulnak el, melyek bizonyos idő elteltével olvashatatlanná teszik a lemez felületét. Jelenleg egyszer olvasható, 8 órás, valamint 48 órás szabványok érhetőek el.
A DVD-D szabványt egyelőre csak Franciaország, Olaszország, Skandinávia, valamint kísérleti jelleggel Németország vezette be. A forgalmazó szerint a 3,99 eurós ár sok olyan embert vásárlásra fog sarkallni, aki többet nem költene az adott film megnézésére, de nem akarja a kölcsönzést sem választani – például azért, mert a pályaudvarokon beszerzett filmet nem is tudná egyszerűen visszajuttatni tulajdonosához. A DVD-D lemezeket teljes mértékben újrahasznosítható anyagokból készítik.